# Halmstads kulturskola

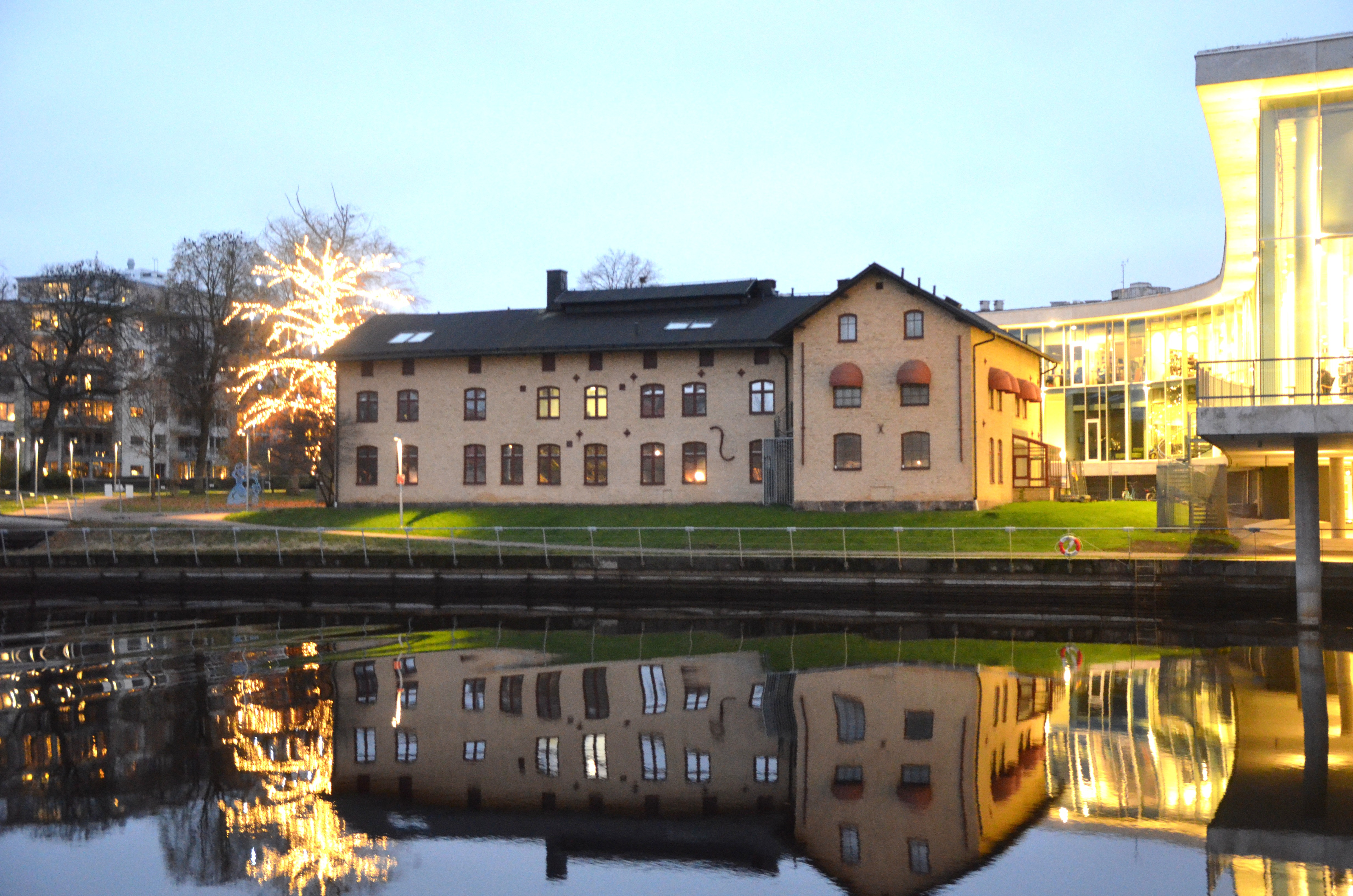
Halmstads kulturskolas tidigare lokaler

Halmstads kulturskola är en kommunal kulturskola i Halmstad, som ägs och drivs av Halmstads kommun. Kulturskolan undervisar ungdomar i sång, dans, teaterskådespeleri, bildskapande, instrumentalmusik och rytmik.

## Lokaler
Kulturskolan har tidigare varit lokaliserad till en bevarad byggnad för Östra Bryggeriet vid Nissan. Skolan flyttade 2018 till den tidigare officinen för Hallandsposten vid Fiskaregatan på Söder, som hade byggts om till Kulturhuset Najaden.

## Framtida lokaler
Kulturhuset Najaden ligger på Halmstads lägsta punkt, och utredningar som gjorts om 2020-talet har påvisat att läget är mycket utsatt vid framtida möjliga, häftigare än tidigare skyfall. Nuvarande verksamhet i byggnaden sker på basis av tillfälligt bygglov, som är giltigt till 2030. I samband med en igångsatt process för att fatta beslut om ett permanent byggnadslov, uppdagades att lagstiftningen - på grund av översvämningsrisken vid skyfall - troligen skulle lägga hinder för detta, varför Halmstads kommun beslöt att avbryta planprocessen. I stället fattades beslut om att lägga ned Kulturhuset Najaden och kulturskolan till senast 2030 och i stället utreda ny lämplig placering, möjligen på Österskans. I november 2024 igångsattes en förstudie om byggandet av ett kulturhus på Österskans med Halmstads kulturskola, hotell och kongresslokaler.